# Gmina Lipsko
Die Gmina Lipsko ist eine Stadt-und-Land-Gemeinde im Powiat Lipski der Woiwodschaft Masowien in Polen. Ihr Sitz ist die gleichnamige Stadt mit etwa 5500 Einwohnern.

## Gliederung
Zur Stadt-und-Land-Gemeinde gehören neben der Stadt Lipsko folgende Ortschaften mit einem Schulzenamt:
Babilon
Borowo
Boży Dar
Dąbrówka
Długowola Druga
Długowola Pierwsza
Gołębiów
Gruszczyn
Helenów
Huta
Jakubówka
Jelonek
Józefów
Katarzynów
Krępa Górna
Krępa Kościelna
Leopoldów
Leszczyny
Lipa-Krępa
Lipa-Miklas
Małgorzacin
Maruszów
Maziarze
Nowa Wieś
Poręba
Ratyniec
Szymanów
Śląsko
Tomaszówka
Walentynów
Wiśniówek
Wola Solecka Druga
Wola Solecka Pierwsza
Wólka
Zofiówka
Weitere Orte der Gemeinde sind Daniszów, Dąbrówka Daniszewska, Lucjanów, Rafałów, Rokitów, Władysławów, Wólka und Wólka Krępska.